# Strumento registratore
Uno strumento registratore è uno strumento di misura che fornisce una registrazione del valore del misurando, nella sua unità ingegneristica, oppure un valore che è in relazione ad esso (tipicamente il segnale elettrico in uscita da un trasduttore).
Molti di questi strumenti dispongono di un elemento visualizzatore che permette di rendere immediatamente disponibile all'utente la misura, pertanto questi possono essere classificati a tutti gli effetti anche come strumenti indicatori. 
Le misure vengono registrate su dei componenti fisici chiamati supporti di registrazione, che provvedono a conservare questi dati per un tempo più o meno lungo. Successivamente, le misure così conservate possono essere analizzate, o attraverso lo strumento stesso, oppure usando un altro strumento d'analisi dati.
La registrazione della misura può avere sia un formato analogico (come nei barografi o nei dosimetri), sia digitale (come negli acquisitori).

## Modalità d'uso
Analogamente agli strumenti indicatori, gli strumenti registratori possono essere utilizzati fondamentalmente in due modalità, a seconda se strutturalmente integrano l'elemento sensore necessario per effettuare la misura:

### Strumento singolo
Lo strumento integra il sensore da applicare al misurando, e autonomamente esegue le misure registrandole sul proprio supporto. Su quasi tutti questi strumenti la misura è direttamente disponibile all'utente tramite un sistema di visualizzazione.
Esempio:
Un barografo tradizionale registra la pressione atmosferica su un rotolo di carta, lavora in autonomia, non avendo bisogno dell'apporto di altre apparecchiature per eseguire il suo compito. L'operatore inoltre potrà consultare direttamente le misure osservando il grafico sulla carta.

### Strumento in catena
Lo strumento, pur non integrando un sensore, lavora in coppia con un trasduttore esterno. Il trasduttore converte la grandezza del misurando in un segnale, mentre lo strumento provvede alla sua registrazione sul supporto. L'intero sistema di misura, dal sensore che viene applicato al misurando, al supporto dello strumento registratore, costituisce una catena di misura.
Esempio:
Riprendendo l'applicazione precedente, oggi i rilievi barometrici spesso vengono effettuati da moderne "centraline meteorologiche"; queste sono dei sistemi di misura che si basano su degli acquisitori di segnali che sono in grado di leggere vari trasduttori (termometri, igrometri, pluviometri, ecc…), tradurli nell'unità ingegneristica del misurando, nonché registrare ed elaborare le misure così acquisite. Queste "centraline meteorologiche" sono strumenti registratori di per sé inabili ad effettuare misure, ma una volta collegati ad adeguati trasduttori costituiscono una catena di misura molto efficace. In particolare questi strumenti, oltre a registrare i dati su un proprio supporto elettronico, ne permettono spesso la consultazione diretta da parte dell'utente, la loro analisi e l'inoltro ad un elaboratore remoto (per la conservazione o l'ulteriore analisi).
Nell'esempio è presentato un sistema semplice, composto da trasduttori, strumento registratore e connessioni, ma nella pratica le catene possono essere composte da molte altre apparecchiature. Infatti spesso è necessario adattare i segnali in uscita dai trasduttori agli ingressi dei strumenti registratori. Le cose si complicano ulteriormente quando si registrano diverse grandezze contemporaneamente (vedi paragrafo successivo), in alcuni sistemi di misura (es. nella ricerca delle particelle o nel testing aerospaziale) si può arrivare a sistemi composti da centinaia di strumenti.
Mentre è raro che uno "strumento singolo" non abbia un sistema di visualizzazione della misura, più spesso capita che uno strumento registratore, pensato per lavorare in catena, non abbia un sistema di visualizzazione proprio. In quest'ultimo caso, gli strumenti registrano le misure, poi i dati vengono spediti tramite interfacce standard ad elaboratori remoti, oppure trasferiti spostando fisicamente il supporto con le registrazioni.

## Strumenti multicanali
Un aspetto importante dei strumenti registratori è che spesso sono in grado di registrare contemporaneamente le misure di più sensori. In questo caso i vari sensori e/o trasduttori vengono collegati a linee di registrazione differenti chiamate canali, e pertanto questi strumenti sono definiti strumenti multicanali.
L'esigenza di disporre di più misure contemporaneamente nasce dalla necessità di mettere in relazione tra loro diverse grandezze. Quest'ultima è un'esigenza base nella ricerca scientifica, nella sperimentazione e nel testing di prodotto.
Va ricordato che in ambito metrologico, tali sistemi sono da considerarsi un insieme di catene di misura (tante quanto sono i canali usati) che fisicamente hanno in comune una o più apparecchiature, e come tali vanno trattati in fase di caratterizzazione metrologica.

## Supporti di registrazione
Il supporto di registrazione è un qualsiasi mezzo fisico utile a mantenere la registrazione delle misure effettuate. A tal scopo ne sono stati sviluppati diversi tipi, suddivisi in cartacei, magnetici, ottici o elettronici.
Va fatto notare che, mentre la maggior parte delle registrazioni cartacee sono in formato analogico, la quasi totalità delle registrazioni "elettroniche" sono in formato digitale.

### Supporti cartacei

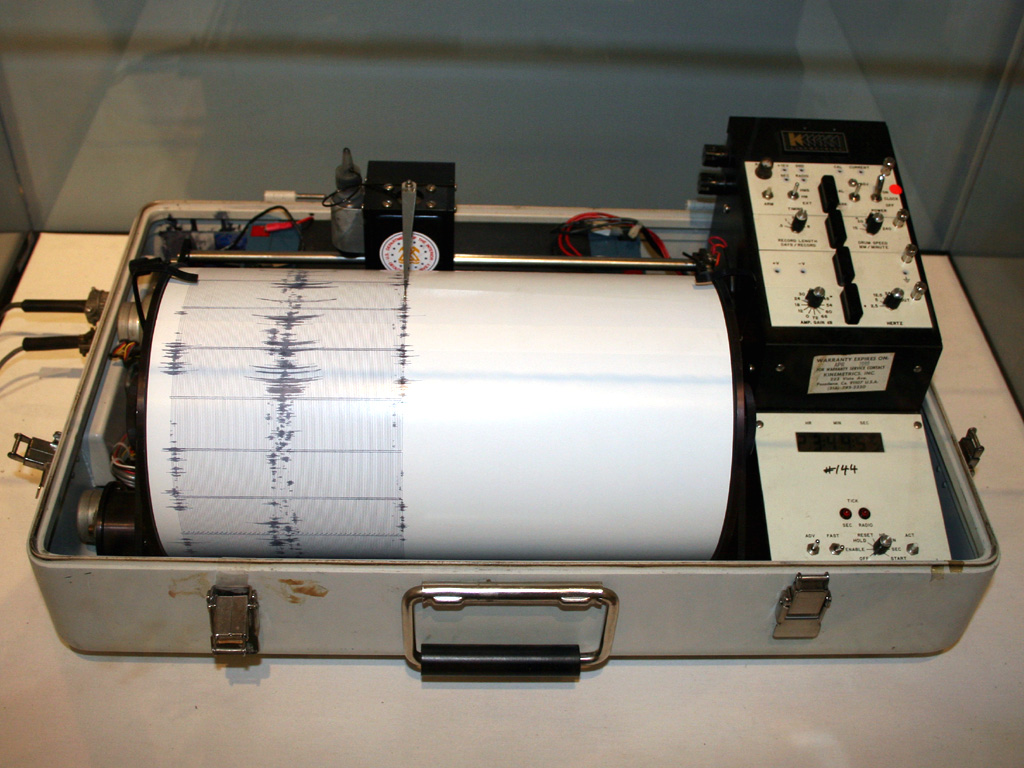
Un sismografo utilizzato dal dipartimento di stato dell'Interno USA

Il sistema tradizionale di mantenere le registrazioni è quello basato sulla carta, storicamente i primi strumenti registratori usavano questo tipo di supporto.
La maggior parte degli strumenti che usano questo supporto tracciano grafici su fogli o rotoli di carta usando dei pennini (esempio nei termografi o nei sismografi). Quasi sempre questi supporti presentano prestampati quadrettature che rappresentano la scala graduata su cui leggere la misura; questi supporti vengono chiamati fogli di registrazione.
Un sistema più raro è quello di stampare direttamente i valori numerici della misura tramite stampanti.
Questi supporti presentano molti limiti nella registrazione: impossibilità di registrazione d'eventi veloci, scarsa risoluzione delle misure, difficoltà di registrare molti canali, difficoltà nell'analisi e nell'elaborazione contemporanea di più misure, difficoltà nell'archiviazione del registrato. Tuttavia, specialmente dove si effettuano registrazioni molto lente, sono ancora oggi molto diffusi in quanto sono strumenti pratici e relativamente economici.

### Supporti magnetici
Con l'introduzione dell'elettronica nel mondo delle misure e la nascita della memorie digitali per computer, si sono resi disponibili i supporti magnetici. Questi si basano sulla registrazione di informazioni su un sottile strato di materiale ferromagnetico che viene polarizzato in maniera selettiva.
Via via che si sono evolute le tecnologie di memorizzazione di massa, il supporto magnetico ha assunto aspetti e caratteristiche differenti; i più noti sono nastri (a bobina, cassetta DAT), dischetti estraibili (floppy disk) e dischi fissi (hard disk).
I supporti magnetici superano tutti i limiti dei supporti cartacei: permettono registrazioni molto veloci, permettono la registrazione i dati in formato digitale ad alta risoluzione, sono in grado di registrare molti canali, sono facilmente interfacciabili ad elaboratori per le analisi delle misure, facilitano l'archiviazione.

### Supporti ottici

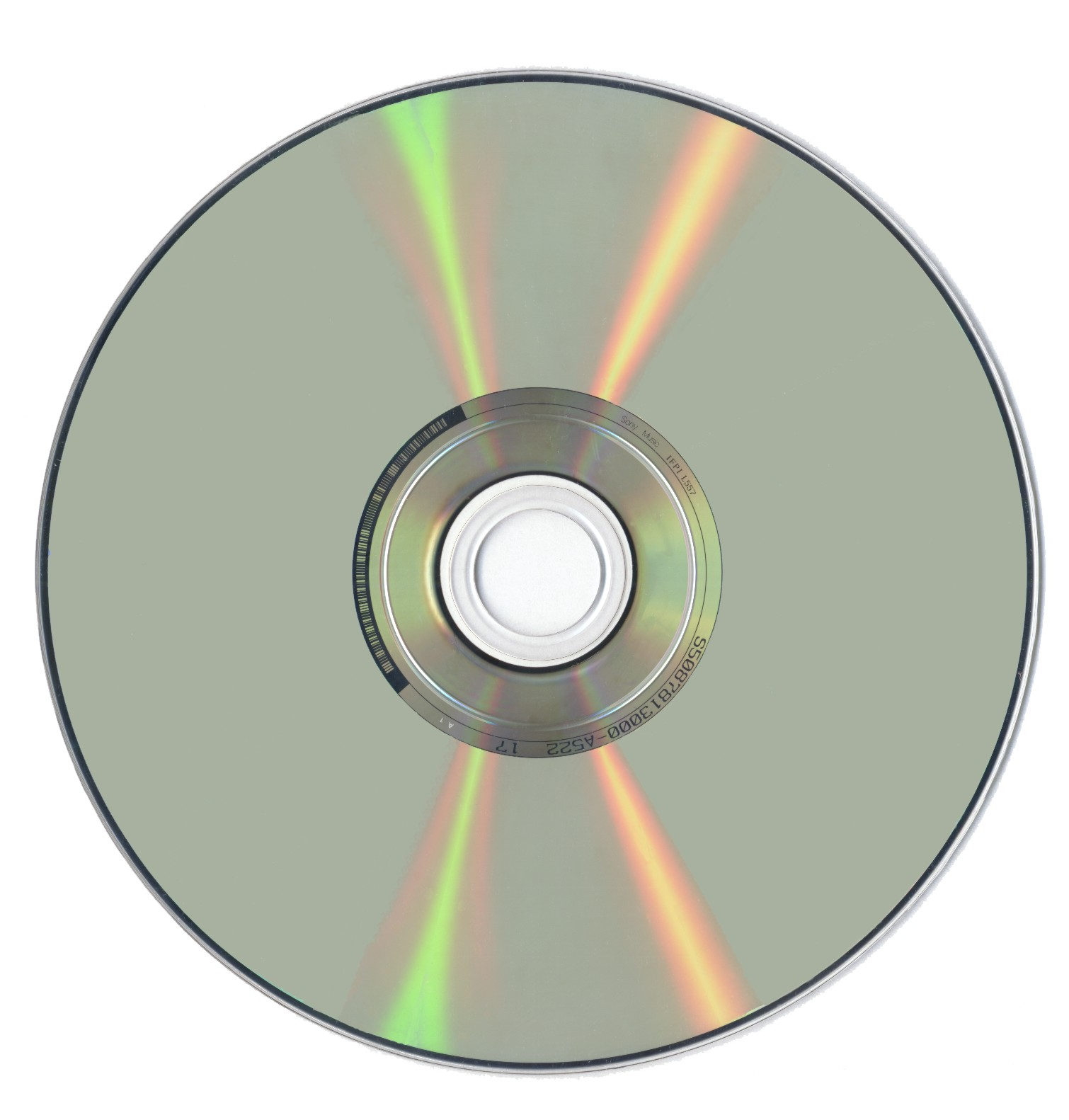
Supporto DVD

Dagli anni novanta, come evoluzione delle tecnologie di memorizzazione di massa, si sono resi disponibili dischi che si basano su tecnologie ottiche (CD-R, DVD-R) o magneto-ottiche (CD-RW, DVD-RAM). In questi, la registrazione delle informazioni digitali viene fatta su un sottile strato di materiale che riflette la luce di un laser in maniera selettiva.
I supporti ottici hanno permesso di avere la portabilità dei dischetti estraibili, ma con capacità e velocità di registrazione molto superiori. 
Va ricordato che, prima dell'avvento dell'elettronica, si svilupparono altri efficaci supporti "ottici": la fotografia e i film. Infatti, foto o filmati permettono di registrare delle misure nonché lo sviluppo di un fenomeno. Ancora oggi questi sistemi sono essenziali in alcuni campi della ricerca e del testing.

### Memorie elettroniche
Ultimamente, con l'evoluzione delle tecnologie elettroniche, si sono rese disponibili memorie elettroniche non volatili (che non perdono dati allo spegnimento dell'apparecchiatura) di dimensioni significative e a costi relativamente economici. Queste vengono confezionate in schedine (es. formati SD, XD, MS) o astucci (es. le pen drive USB) di piccole dimensioni che facilitano la portabilità. Questi supporti inoltre adottano formati di connessione standard che possono essere facilmente letti da PC.
Pur non raggiungendo la capacità di dischi magnetici quali hard disk, questi supporti hanno l'importante caratteristica di permettere delle registrazioni molto veloci, consentendo l'acquisizione delle misure con velocità di campionamento elevate e con molti canali.

### Considerazioni generali
I supporti elettronici permettono applicazioni impensate, se non impossibili, rispetto a quelle possibili con supporti cartacei, ma è necessario porre delle attenzioni:
1. le registrazioni elettroniche non sono direttamente leggibili dall'operatore, che necessita d'apposite (e spesso costose) apparecchiature di lettura; pertanto, per alcune semplici applicazioni, potrebbe non essere conveniente l'acquisto di complessi sistemi di registrazione elettronica.
2. legato al punto "1" e allo sviluppo estremamente veloce dei supporti elettronici, è da osservare che sul lungo periodo si potrebbe trovare difficoltà nel reperire apparecchiature in grado di leggere vecchie registrazioni, e conseguentemente scoprire che dei dati non sono più accessibili.
3. infine non è ancora del tutto nota la durata fisica delle registrazioni fatte sui supporti moderni. Mentre abbiamo secolari registrazioni su carta, qualche volta si scopre che dischetti registrati da qualche anno non sono più leggibili.

Un consiglio per limitare le problematiche dei punti "2" e "3", è quello di fare costantemente copie di backup di vecchie registrazioni sui supporti più moderni.